# Comuna Lipovăț, Vaslui
Lipovăț este o comună în județul Vaslui, Moldova, România, formată din satele Căpușneni, Chițoc, Corbu, Fundu Văii și Lipovăț (reședința).

## Etimologie
Denumirea comunei provine din slava veche, de la cuvântul "Lipa", în traducere "Tei" (în codrii care înconjurau satul Lipovăț a predominat esenta de tei) urmat de un diminutiv, ceea ce ar corespunde in vorbirea curentă "Valea Teiușului".

## Așezare
Are ca vecini: la nord – comuna Pușcași și municipiul Vaslui, la est – comuna Muntenii de Jos la sud – comuna Deleni și comuna Bogdănești, la vest – comuna Bogdana și la sud-vest – comuna Bogdănița.

## Demografie
Componența etnică a comunei Lipovăț
     Români (94,86%)
     Alte etnii (5,14%)
Componența confesională a comunei Lipovăț
     Ortodocși (92,77%)
     Creștini după evanghelie (1,49%)
     Alte religii (0,55%)
     Necunoscută (5,19%)
Conform recensământului efectuat în 2021, populația comunei Lipovăț se ridică la 4.024 de locuitori, în creștere față de recensământul anterior din 2011, când fuseseră înregistrați 3.960 de locuitori. Majoritatea locuitorilor sunt români (94,86%). Din punct de vedere confesional, majoritatea locuitorilor sunt ortodocși (92,77%), cu o minoritate de creștini după evanghelie (1,49%), iar pentru 5,19% nu se cunoaște apartenența confesională.

## Istorie
La sfârșitul secolului al XIX-lea, comuna făcea parte din plasa Crasna a județului Vaslui și era alcătuită din satele Bulboaca, Corbu, Lipovăț și Zizinca, cu o populație de 1741 de locuitori. În comună funcționa trei biserici și o școală mixtă.
Anuarul Socec din 1925 consemnează comuna în plasa Solești din același județ, cu o populație de 2890 de locuitori (în satele Chițocu-Corbu și Lipovăț), în timp ce satele Bulboaca și Zizinca au trecut la comuna Deleni. În 1931, comuna era împărțită în satele Chițoc, Corbu, Lipovăț și Spătari.
În anul 1950, comuna a trecut în administrația raionului Vaslui din regiunea Bârlad și (după 1956) din regiunea Iași. Între timp, satul Spătari a fost desființat, iar în anul 1968, comuna a trecut la județul Vaslui, în structura actuală.

## Monumente istorice
Trei monumente istorice din comuna Lipovăț sunt incluse în lista monumentelor istorice din județul Vaslui. Prima este Biserica „Nașterea Maicii Domnului” din satul Chițoc (1852-1855), a doua este Biserica de lemn „Sf. Gheorghe” a fostului schit Lipovăț (Zografu) din satul Lipovăț (cca. 1626-1628, refăcută 1717) și Biserica de lemn „Sf. Nicolae” a fostului schit Orgoeștii Noi (din satul Căpușneni, cu datare din anul 1792).

## Politică și administrație
Comuna Lipovăț este administrată de un primar și un consiliu local compus din 13 consilieri. Primarul, Valerian Hriscu[*], de la Partidul Social Democrat, este în funcție din 2000. Începând cu alegerile locale din 2024, consiliul local are următoarea componență pe partide politice:
|  | Partid                    | Consilieri | Componența Consiliului | Componența Consiliului | Componența Consiliului | Componența Consiliului | Componența Consiliului | Componența Consiliului | Componența Consiliului | Componența Consiliului | Componența Consiliului |
|  | ------------------------- | ---------- | ---------------------- | ---------------------- | ---------------------- | ---------------------- | ---------------------- | ---------------------- | ---------------------- | ---------------------- | ---------------------- |
|  | Partidul Social Democrat  | 9          |                        |                        |                        |                        |                        |                        |                        |                        |                        |
|  | Partidul Național Liberal | 3          |                        |                        |                        |                        |                        |                        |                        |                        |                        |
|  | Uniunea Salvați România   | 1          |                        |                        |                        |                        |                        |                        |                        |                        |                        |

## Personalități născute aici
- Ștefan Ciubotărașu (1910 - 1970) actor de comedie
- Dumitru Nagîț (1949 - 2003) primar al municipiului Iași (1989).